# 카린 바나스
카린 바나스(프랑스어: Karine Vanasse, 1983년 11월 24일 ~ )는 캐나다의 배우이다.

## 출연 작품
- 파더 앤 건스 2 (2017)
- 엑스맨: 데이즈 오브 퓨처 패스트 (2014)
- 터닝 타이드 (2013)
- 올 더 롱 리즌스 (2013)
- 스크루플스 (2012)
- 탄소광 시대 (2012)
- 앵글 모트 (2011)
- 스위치 (2011)
- 아임유어스 (2011)
- 미드나잇 인 파리 (2011)
- 란더즈 파티 (2010)
- 앙드레 마티유 (2010)
- 폴리테크닉 (2009)
- 마리 앙투아네트 (2006)
- 위다웃 허 (2006)
- 마이 걸, 마이 엔젤 (2006)
- 러브 인 클라우즈 (2004)
- 자유를 향해 (1999, Set Me Free)

### 텔레비전
- 팬 암 (2011-12)
- 리벤지 (2013-15)